# Санакоев, Шалва Парсаданович
Шалва Парсаданович Санакоев — советский хозяйственный, государственный и политический деятель, журналист, доктор исторических наук, профессор МГИМО.

## Биография
Родился в 1916 году в селе Мачарцкали. Член КПСС.
С 1937 года — на хозяйственной, общественной и политической работе. В 1937—1990 гг. — комсомольский и литературный работник в изданиях Грузинской ССР, первый заместитель председателя правления общества «Знание», дипломатический работник, главный редактор, первый заместитель главного редактора журнала «Международная жизнь», профессор, заведующий кафедрой международной журналистики МГИМО.
Чрезвычайный и полномочный посол СССР.
Лауреат Государственной премии СССР (1982).
Умер в 1992 году.

## Сочинения
- Санакоев, Шалва Парсаданович. Общие закономерности и национальные особенности перехода к социализму — Москва : Госполитиздат, 1962.
- Санакоев, Шалва Парсаданович. Тегеран-Ялта-Потсдам — Москва : Международные отношения, 1970—416 с.
- Санакоев, Шалва Парсаданович. Великое содружество свободных и суверенных народов. — Москва : Наука, 1964—180 с.
- Санакоев, Шалва Парсаданович. Внешняя политика и борьба идей — Москва : Международные отношения, 1981—251 с.
- Санакоев, Шалва Парсаданович. Мировая система социализма — Москва : Междунар. отношения, 1968—271 с.
- Санакоев, Шалва Парсаданович. О теории внешней политики социализма [Текст]. — Москва : Междунар. отношения, 1977. — 296 с.; 21 см.